# Montreuil-le-Henri
Montreuil-le-Henri ist eine kleine französische Gemeinde mit 299 Einwohnern (Stand 1. Januar 2022) im Département Sarthe in der Region Pays de la Loire. Sie gehört zum Kanton Montval-sur-Loir, liegt zwischen den Städten Le Mans (36 km) und Tours (61 km) und ist 8,5 Kilometer von Le Grand-Lucé entfernt.

## Sehenswürdigkeiten
- Kirche Sainte-Anne-de-la-Visitation (Heimsuchung der Jungfrau mit der Heiligen Anna)